# El hombre de al lado
El hombre de al lado es una película argentina de comedia dramática de 2009 dirigida por Mariano Cohn y Gastón Duprat, escrita por Andrés Duprat y protagonizada por Rafael Spregelburd y Daniel Aráoz. Fue nominada al Premio Goya como Mejor película extranjera de habla hispana.

## Sinopsis
La película narra un conflicto entre vecinos que parece no tener fin. Una simple pared medianera puede dividir dos mundos, dos maneras de vestir, de comer, de vivir. De un lado Leonardo (Rafael Spregelburd), fino y prestigioso diseñador que vive en la casa Curutchet realizada por Le Corbusier. Del otro lado Víctor (Daniel Aráoz), vendedor de autos usados, vulgar, rústico y avasallador. Víctor decide hacer una ventana para tener más luz, y ahí empieza el problema: cada uno toma consciencia de la existencia del otro.

## Reparto
- Rafael Spregelburd como Leonardo Kachanovsky
- Daniel Aráoz como Víctor Chubelo
- Eugenia Alonso como Ana Kachanovsky
- Inés Budassi como Lola
- Loren Acuña como Elba
- Eugenio Scopel como Tío Carlos
- Enrique Gagliesi como Inversionista
- Rubén Guzmán como Arquitecto
- Juan Cruz Bordeu como Amigo cena
- Débora Zanolli como Fabiana
- Bárbara Hang como Amiga cena
- Sofía Condisciani como Paola

## Recepción
El hombre de al lado obtuvo evaluaciones positivas. En una recopilación de ellas en el sitio de reseñas Todas Las Críticas, éste alcanzó un porcentaje de aprobación de 77% (95% positivas), de un total de 43 críticas.
La película ha recibido excelentes críticas en los diarios argentinos. Clarín ha calificado a la producción como Muy buena, a la par de La Nación y Ámbito Financiero. Por su parte, Página 12 le dio de calificación 8 de un máximo de 10.
En el campo digital, el film alcanza el 7/10 en Internet Movie Database, sobre cerca de 1000 votos de usuarios. En la página Cines Argentinos, la calificación es similar.

## Premios

### Premios Cóndor de Plata
| Año  | Categoría                 | Receptor                     | Resultado |
| ---- | ------------------------- | ---------------------------- | --------- |
| 2011 | Mejor película            | El hombre de al lado         | Nominada  |
| 2011 | Mejor director            | Mariano Cohn y Gastón Duprat | Nominados |
| 2011 | Mejor guion original      | Andrés Duprat                | Ganador   |
| 2011 | Mejor actor protagónico   | Daniel Aráoz                 | Ganador   |
| 2011 | Mejor montaje             | Jerónimo Carranza            | Nominado  |
| 2011 | Mejor dirección artística | Andrés Duprat                | Nominado  |
| 2011 | Mejor banda sonora        | Sergio Pángaro               | Ganador   |
| 2011 | Mejor sonido              | Ricardo Pitterbarg           | Nominado  |

### Premios Sur
| Año  | Categoría               | Receptor                     | Resultado |
| ---- | ----------------------- | ---------------------------- | --------- |
| 2010 | Mejor película          | El hombre de al lado         | Ganadora  |
| 2010 | Mejor dirección         | Mariano Cohn y Gastón Duprat | Ganadores |
| 2010 | Mejor guion original    | Andrés Duprat                | Ganador   |
| 2010 | Mejor actor protagónico | Daniel Aráoz                 | Ganador   |
| 2010 | Mejor actriz de reparto | Eugenia Alonso               | Nominada  |
| 2010 | Mejor actor revelación  | Daniel Aráoz                 | Ganador   |
| 2010 | Mejor montaje           | Jerónimo Carranza            | Nominado  |
| 2010 | Mejor fotografía        | Mariano Cohn y Gastón Duprat | Nominados |
| 2010 | Mejor música original   | Sergio Pángaro               | Ganador   |

### Premios Goya
| Año  | Categoría                                  | Receptor             | Resultado |
| ---- | ------------------------------------------ | -------------------- | --------- |
| 2011 | Mejor película extranjera de habla hispana | El hombre de al lado | Candidata |